# Република Конго
Вижте пояснителната страница за други значения на Конго.
Република Конго, или още Конго (Бразавил), е държава в Западна Централна Африка. Столицата е град Бразавил. Страната е позната също от колониалния ѝ период като Френско Конго.
Не трябва да се бърка със съседната държава Демократична република Конго (бивш Заир), наричана също Конго (Киншаса), както и по-рано Белгийско Конго.

## История
От 15 – 16 век на територията на днешно Конго съществуват държавните образувания Теке и Лоанго, които през 1880 г. са завладени от френски колонизатори. Образуваният на тяхно място протекторат съществува под името Френско Конго до 1910 г., когато е преименуван на Средно Конго и става част от Френска екваториална Африка. През 1958 е обявена за Автономна република Конго, а на 15 юли 1960 е провъзгласена за независима Република Конго.
През януари 1970 г., след десетилетие на работнически вълнения и военни преврати, сформираният през 1968 Национален революционен съвет взема властта и страната е обявена за „народна република“. През 1990 се установява многопартийна политическа система. През 1992 опозицията спечелва изборите; приета е нова конституция; обявена е Република Конго.

## Държавно устройство
Президент П. Лисуба, от 1997 – Сасу Нгесу. Страната е член на Организацията за африканско единство (1963) и на ООН (1960).

## Административно деление
Република Конго е разделена на 12 департамента. Департаментите от своя страна се поделят на общо 86 района и 7 общини.
| Департаменти | Карта |
| ------------ | ----- |
| Бразавил     |       |
| Буенза       |       |
| Кювет        |       |
| Кювет-запад  |       |
| Куилу        |       |
| Лекуму       |       |
| Ликуала      |       |
| Ниари        |       |
| Плато        |       |
| Поант Ноар   |       |
| Пол          |       |
| Санга        |       |

## Други
- Комуникации в Република Конго
- Транспорт в Република Конго
- Армия на Република Конго
- Външна политика на Република Конго